# Lindsey Graham
Lindsey Olin Graham (ur. 9 lipca 1955 w Central) – amerykański polityk, senator ze stanu Karolina Południowa (wybrany w 2002), członek Partii Republikańskiej. Wcześniej, w latach 1995–2003 był przedstawicielem trzeciego okręgu wyborczego w Karolinie Południowej w Izbie Reprezentantów Stanów Zjednoczonych.

## Odznaczenia
- Medal Pochwalny Sił Powietrznych (1984)[1]
- Brązowa Gwiazda (2014)[1]
- Medal za Chwalebną Służbę (2015)[1]
- Order Księcia Jarosława Mądrego III klasy (Ukraina, 2016)[2]
- Order Księcia Jarosława Mądrego II klasy (Ukraina, 2023)[3]